# Laevidentalium eburneum
Laevidentalium eburneum is een insectensoort uit de familie Laevidentaliidae. De wetenschappelijke naam werd gepubliceerd in 1767 door Carl Linnaeus.